# Alexis-Joseph Depaulis
Alexis-Joseph Depaulis, nacido en París, el 30 de agosto de 1790, fallecido en París el 29 de septiembre de 1867, es un escultor y grabador de medallas francés.

## Vida y obra
Alumno Andrieux y Cartier, expuso por primera vez en el Salón de 1815. Sus obras principales son las medallas de Cadmus lucha contra la serpiente, el matrimonio cristiano (1824) la de la Venus de Milo (1827), y la de la adhesión del rey Luis Felipe I (1830)
En cuanto a la escultura: El monumento de Pierre Corneille en Rouen (1835), la Fundación del Museo de Versalles (1839) de la adquisición de Saint-Jean de Ulloa (1855).
Depaulis tiene un gran número de medallas para la galería de metales de los grandes hombres franceses. También ha reunido importantes colecciones de los modelos de las medallas y sellos que se reparten entre el Museo del Louvre y la Ecole Nationale des Beaux-Art.

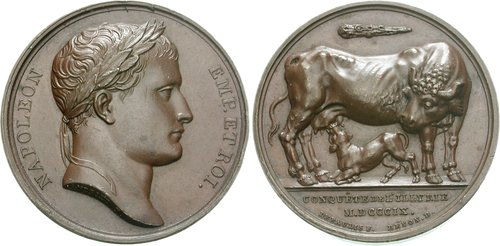
1809, Medalla de Napoleón, conmemorando la conquista de Iliria. Firmada por Andrieu y DePaulis. En ese momento Alexis Depaulis tenía 19 años.